# Anagyrus trinidadensis
Anagyrus trinidadensis är en stekelart som först beskrevs av Kerrich 1953.  Anagyrus trinidadensis ingår i släktet Anagyrus och familjen sköldlussteklar. Inga underarter finns listade i Catalogue of Life.